# 生徒指導
生徒指導（せいとしどう）とは、学校教育の中で児童・生徒などの日常生活について、指導・助言を行うことによって、その人格形成を助ける活動のことである。学校教育においては、学習指導・進路指導とともに重要な事項の1つである。国公立学校が生徒に対して行う生徒指導は行政指導の一種であるが、行政手続法3条1項7号により、同法第2章から第4章までの規定は適用されない。

## 概要
生徒指導の方法としては、児童・生徒などの一人一人に対して行う個別指導のほか、道徳の時間や学級活動・ホームルーム活動での討議など集団で行う指導もある。また校内だけではなく学校以外の場所で行う場合もある。
学校の教育目標を達成するための重要な機能の一つであり、一人一人の児童生徒の人格を尊重し、個性の伸長を図りながら、社会的資質や行動力を高めるように指導、援助するものである。

## 文部省・文部科学省による見解

### 1981年（昭和56年）9月
文部省、『生徒指導の手引（改訂版）』
「すべての生徒のそれぞれの人格のより良き発達を目指すとともに、学校生活が、生徒一人一人にとっても、また、学級や学年、更に学校全体といったさまざまな集団にとっても、有意義かつ興味深く、充実したものになるようにすることを目指すところにある。」

### 1988年（昭和63年）
文部省、『生徒指導資料集第20集「生活体験や人間関係を豊かなものとする生徒指導』
「一人一人の生徒の個性の伸長を図りながら、同時に社会的な資質や能力・態度を育成し、さらに将来において社会的に自己実現が出来るような資質・態度を形成していくための指導・援助であり、個々の生徒の自己指導能力の育成を目指すものである。」
自己指導能力の育成を図るために留意すべき事項
- 生徒の自己存在感を与えること
- 共感的人間関係を育成すること
- 自己決定の場を与え自己の可能性の開発を援助すること

### 2010年（平成22年）
文部科学省、『生徒指導提要』（令和4年に改訂版）

## 校内組織
児童・生徒指導部
学校全体としての生徒指導の体制を整備し、生徒指導上の諸問題について研究し、全校内に情報を提供したり、他の教員の相談に応じたりする役割をもっている。また、教育相談等によって問題行動を持つ児童・生徒などの指導に直接あたることもある。
生徒指導主事
生徒指導主事は、学校長の監督を受け、生徒指導に関する事項を司り、当該事項について連絡調整及び指導、助言に当たる教諭充て職である。なお、「児童・生徒指導担当の指導主事」とは異なり、専門的教育職員には該当しない。
学校教育法施行規則により、中学校、高等学校、中等教育学校、特別支援学校の中学部、および、特別支援学校の高等部には、生徒指導主事を置くものとされている。小学校においては、設置者である市町村等の学校管理規則で「児童指導主任」等の名称で同様の職が置かれている場合がある（各都道府県内の各市町など）。
生徒指導主事は、その学校の教諭または指導教諭をもつて充てる。ただし、生徒指導主事の担当する校務を整理する主幹教諭を置くときその他特別の事情（学校規模が小規模である等）のあるときは、生徒指導主事を置かないことができる。
生徒指導主事は校務分掌上、生徒指導部の責任者とされることが多いため、学内の呼称として「生徒指導部長」や「生徒指導主任」と呼ばれることがある。